# 김봉학 (1871년)
김봉학(1871-1905)는 대한제국의 군인이자, 항일운동가였다. 을사조약이 체결되자 이토 히로부미를 암살하려고 동료들과 계획하지만 누설되어 자결하였다.

## 생애
김봉학은 황해도 황주 출신으로 을미사변 이후 의병활동에 기여하였다. 김하락의 부하 중 한명으로 경기도에서 활동하였다. 이후 평양 진위대에서 병사로 활동하였다. 이후 한성으로 소환되어 시위대 제3대대 2중대에 배치되었다. 1905년 11월, 을사조약이 체결되고 민영환, 조병세 등이 순국하자, 김봉학은 분노하였고, 흐느껴 울며 “대대로 녹을 먹던 신하로서 순국함은 당연하며, 나 또한 군인으로서 6년이나 지내면서 나라를 지키지 못했으니 원수인 왜놈을 죽이고 나도 죽겠다.”라고 말했다. 동지들고 함께, 이토 히로부미 암살을 계획하였으나 누설되어 자결하였다. 고종 황제는 김봉학의 죽음을 애통해하며 장비(葬費)를 지원해주었다. 사후에는 비서원승에 추증되었다. 하지만, 통감부에 의해 그의 관한 서적은 모두 금지되었다.
1962년 건국훈장 독립장이 추서되었다.